# جديتا (إربد)
جديتا بلدة أردنية تتبع إداريا للواء الكورة في محافظة إربد. بلغ عدد سكانها 21497 نسمة وفقا لإحصاء سنة 2020. 

## الموقع
تبعد بلدة جديتا حوالي 89 كم عن العاصمة عمان، وتقع في منطقة جبلية يتراوح ارتفاعها بين 630-840 مترًا فوق مستوى سطح البحر. تُحيط ببلدة جديتا غابات برقش، مما يضفي عليها طابعًا طبيعيًا فريدًا. كما تتمتع البلدة بإطلالات بانورامية مميزة، حيث يمكن رؤية المناطق والبلدات الفلسطينية المحتلة مثل طوباس، جنين، بيسان، وجبال نابلس.

## المناطق السياحة
- برقش : تتصف بكثافة أشجارها وتنوع تضاريسها واعتدال مناخها وتشتهر بأشجار البلوط والقيقب والزعرور والملول والزيتون والعنب وهي بحاجة لمشروع سياحي
- وادي الريان
- المعلقة : وهي جزء من وادي جديتا (وادي الدلب)
- مغارة برقش
- مطل عرجان : يطل على منطقة عرجان كاملة بما فيها وادي الريان ووادي جديتا (الدلب)
- الحاوي : هي جزء من منطقة برقش وكان قديما يقطنها أناس يعيشون هناك وسميت الحاوي لتواجد شيخ ذو كرامات اسمه الحاوي وقبرة في برقش
- طاحونة عودة
- الطف الأحمر : وهو بروز صخري يقع شمال منطقة جديتا.

صوره للجزء العلوي من جديتا

## معرض صور

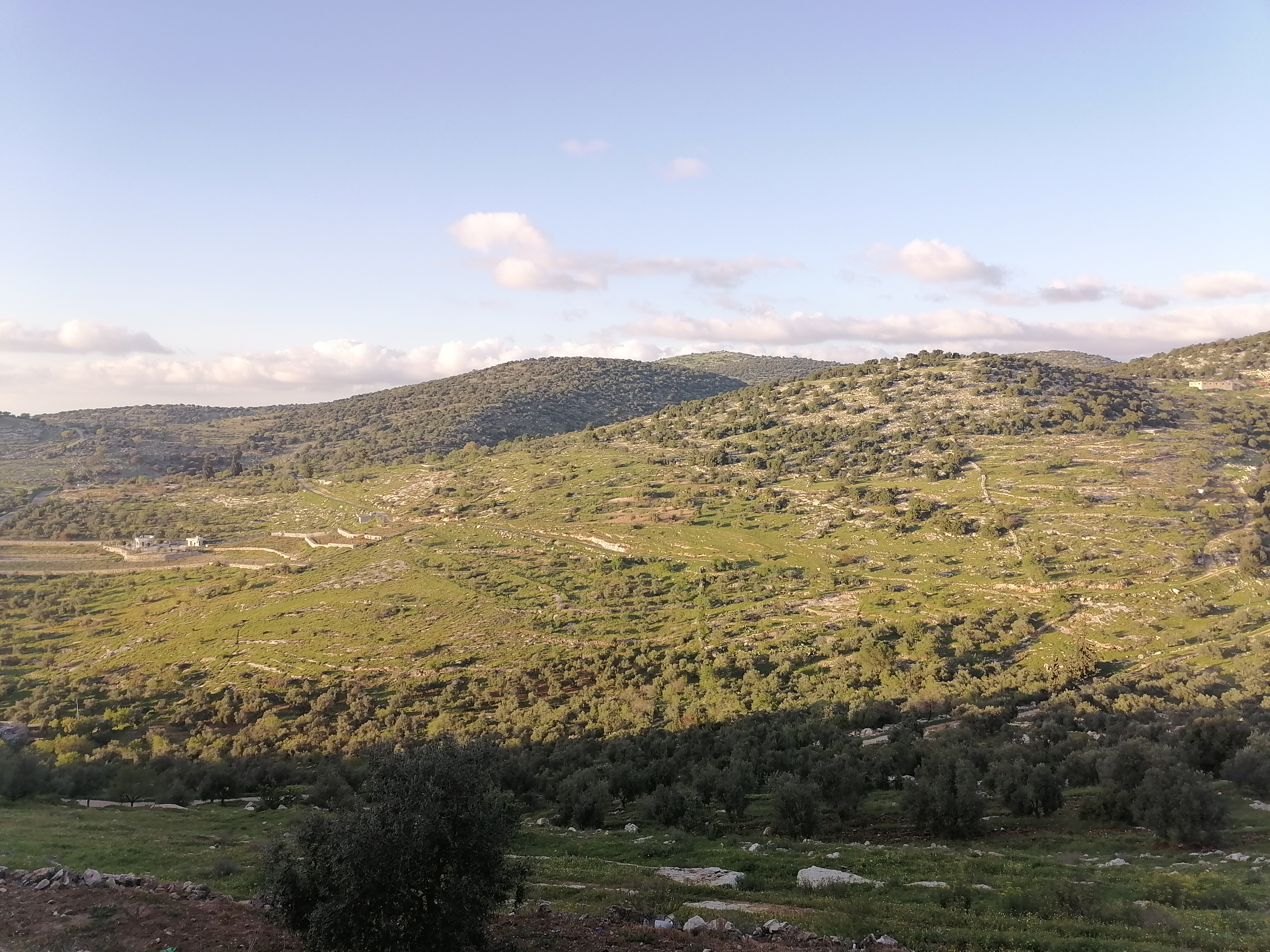
صوره للجزء الشمالي لجديتا
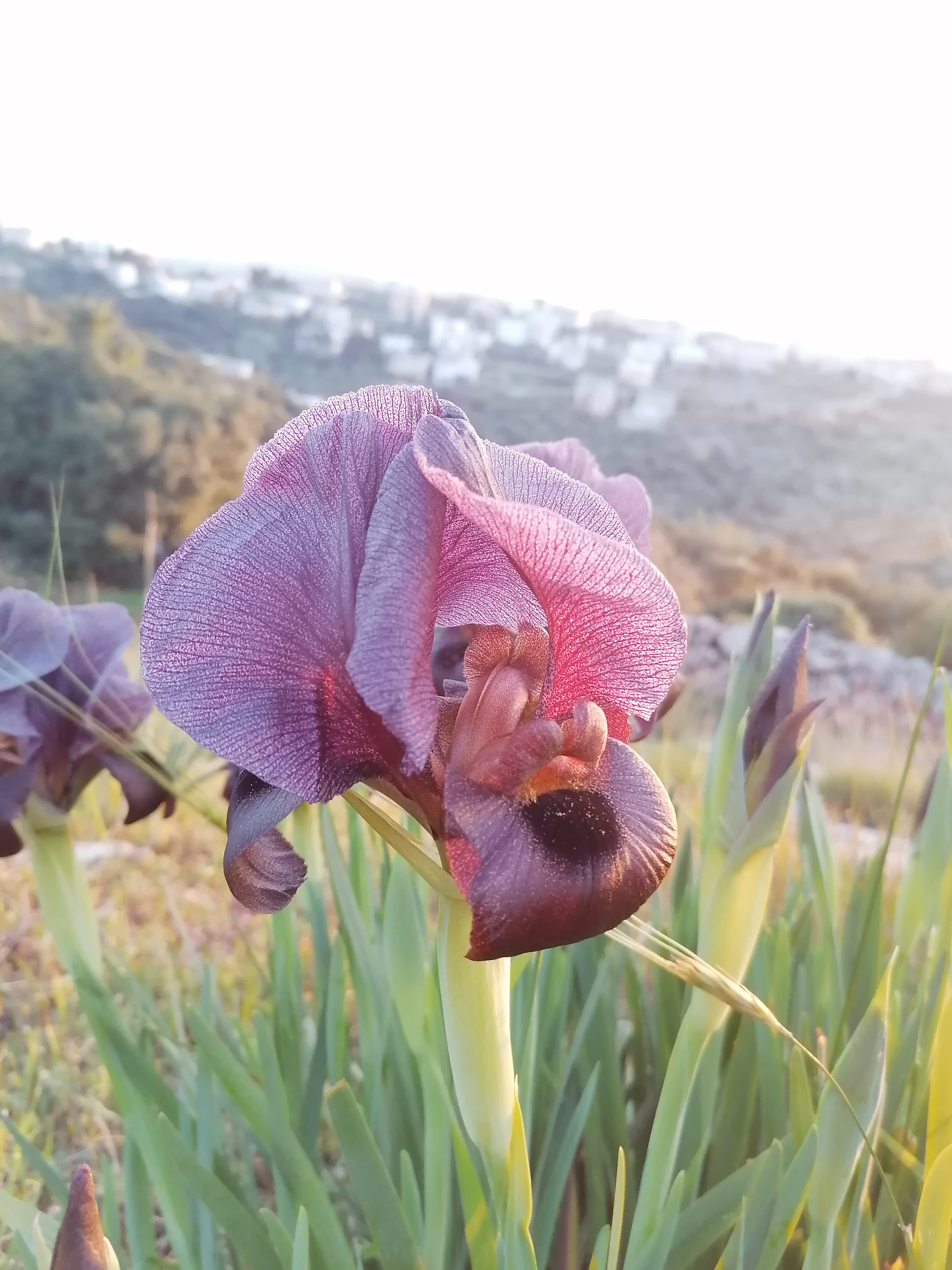
السوسنة السوداء في المنطقه
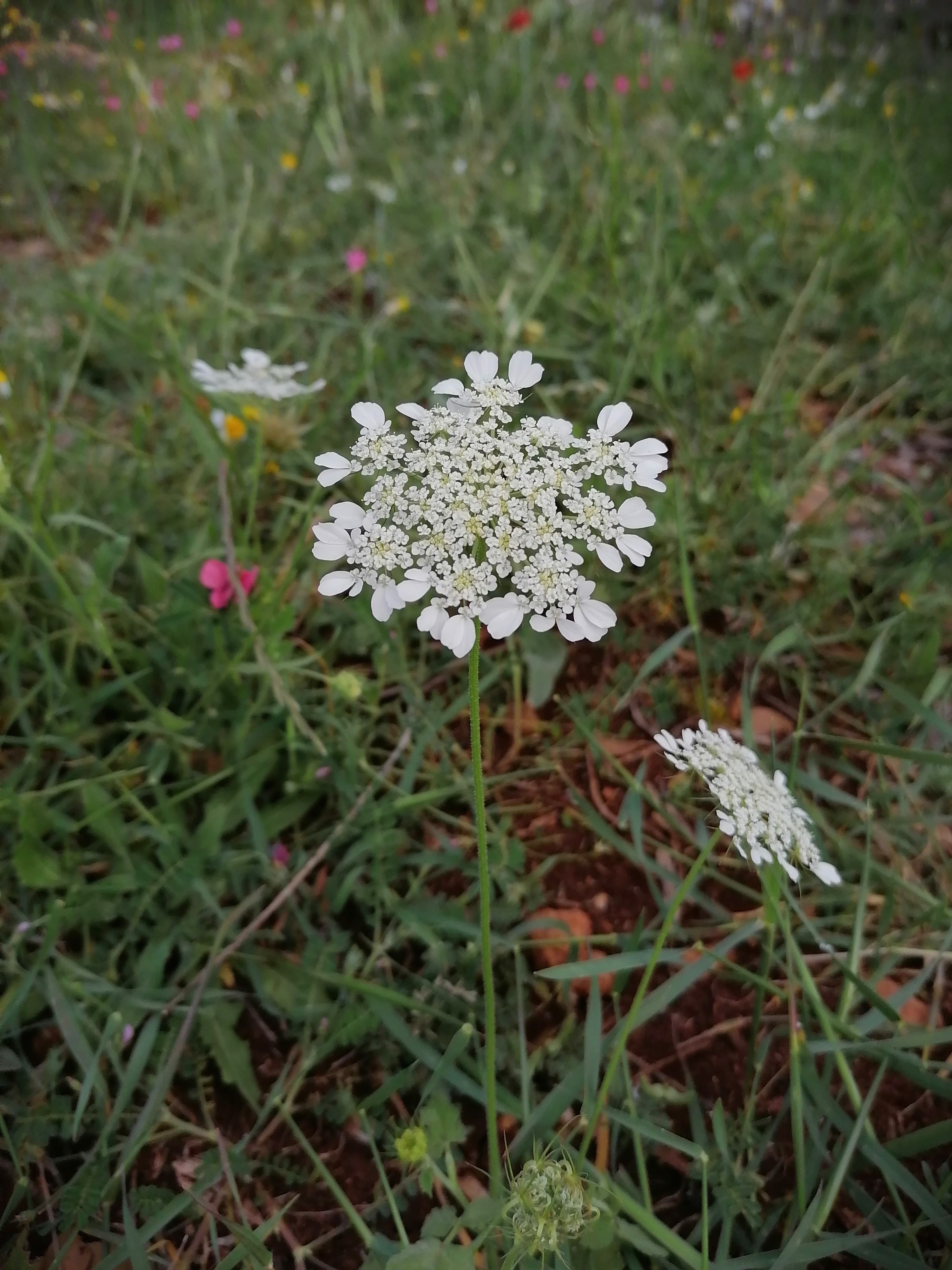
زهره طبيعيه محليه